# Elecciones regionales de Apurímac de 2006
Las elecciones regionales de Apurímac de 2006 se llevaron a cabo el 19 de noviembre de 2006 para elegir al presidente regional, al vicepresidente regional y al Consejo Regional para el periodo 2007-2010. La elección se celebró simultáneamente con elecciones regionales y municipales (provinciales y distritales) en todo el Perú.

## Sistema electoral
El Gobierno Regional de Apurímac es el órgano administrativo y de gobierno del departamento de Apurímac. Está compuesto por el presidente regional, el vicepresidente regional y el Consejo Regional.
La votación del presidente, vicepresidente y consejo regional se realiza en base al sufragio universal, que comprende a todos los ciudadanos nacionales mayores de dieciocho años, empadronados y residentes en el departamento de Apurímac y en pleno goce de sus derechos políticos.
El Consejo Regional de Apurímac está compuesto por 7 consejeros elegidos por sufragio directo para un período de cuatro (4) años, en forma conjunta con la elección del presidente regional. La votación es por lista cerrada y bloqueada. Se asigna a la lista ganadora los escaños según el método d'Hondt o la mitad más uno, lo que más le favorezca.

## Composición del Consejo Regional de Apurímac
La siguiente tabla muestra la composición del Consejo Regional de Apurímac antes de las elecciones.
| Partidos | Partidos                                                   | Consejeros |
| -------- | ---------------------------------------------------------- | ---------- |
|          | Agrupación Independiente Unión por el Perú - Frente Amplio | 5          |
|          | Frente Popular Llapanchik                                  | 1          |
|          | Movimiento Nueva Izquierda                                 | 1          |

## Partidos y candidatos
A continuación se muestra una lista de los principales partidos y alianzas electorales que participaron en las elecciones:
| Candidatura | Candidatura       | Partidos y alianzas                                                                                      | Candidatos | Candidatos              | Ideología                                               | Resultado previo | Resultado previo | Ref. |
| Candidatura | Candidatura       | Partidos y alianzas                                                                                      | Candidatos | Candidatos              | Ideología                                               | Votos (%)        | Con.             | Ref. |
| ----------- | ----------------- | --- | ---------- | ----------------------- | ------------------------------------------------------- | ---------------- | ---------------- | ---- |
|             | UPP               | Lista - Unión por el Perú (UPP)                                                                          |            | Rosa Suárez Aliaga      | Nacionalismo de izquierda Socialdemocracia              | 27.20%           | 5                |      |
|             | Llapanchik        | Lista - Frente Popular Llapanchik (Llapanchik)                                                           |            | David Salazar Morote    | Regionalismo apurimeño                                  | 25.33%           | 1                |      |
|             | MNI–PS            | Lista - Frente Popular Democrático (MNI–PS) – Movimiento Nueva Izquierda (MNI) – Partido Socialista (PS) |            | Alipio Orco Díaz        | Marxismo-leninismo Mariateguismo Socialismo democrático | 13.43%           | 1                |      |
|             | APRA              | Lista - Partido Aprista Peruano (APRA)                                                                   |            | José Gereda Solari      | Aprismo                                                 | 11.24%           | 0                |      |
|             | Todas las Sangres | Lista - Movimiento Macrorregional Todas las Sangres (Todas las Sangres)                                  |            | Baltazar Lantarón Núñez | Regionalismo apurimeño                                  | 9.14%            | 0                |      |
|             | FD                | Lista - Fuerza Democrática (FD)                                                                          |            | Mario Martínez Calderón | Reformismo                                              | Nuevo            | Nuevo            |      |
|             | Sí Cumple         | Lista - Agrupación Independiente Sí Cumple (Sí Cumple)                                                   |            | Elías Segovia Ruiz      | Fujimorismo Populismo de derecha                        | Nuevo            | Nuevo            |      |
|             | FN                | Lista - Fuerza Nacional (FN)                                                                             |            | José Altamirano Rojas   | Conservadurismo social Liberalismo económico            | Nuevo            | Nuevo            |      |
|             | PNP               | Lista - Partido Nacionalista Peruano (PNP)                                                               |            | José Lizárraga Trujillo | Socialismo democrático Nacionalismo de izquierda        | Nuevo            | Nuevo            |      |

## Resultados

### Sumario general
| |                                                                 |              |              |              |            |            |  |  |
| Partidos y coaliciones | Partidos y coaliciones                                          | Voto popular | Voto popular | Voto popular | Consejeros | Consejeros |  |  |
| Partidos y coaliciones | Partidos y coaliciones                                          | Votos        | %            | ±pp          | Total      | +/−        |  |  |
| | Frente Popular Llapanchik (Llapanchik)                          | 40,029       | 27.04        | +1.71        | 5          | +4         |  |  |
| | Agrupación Independiente Sí Cumple (Sí Cumple)                  | 33,868       | 22.88        | Nuevo        | 1          | +1         |  |  |
| | Unión por el Perú (UPP)1                                        | 18,734       | 12.66        | –14.54       | 1          | –4         |  |  |
| | Partido Aprista Peruano (APRA)                                  | 16,920       | 11.43        | +0.19        | 0          | ±0         |  |  |
| | Movimiento Macroregional Todas las Sangres (Todas las Sangres)2 | 13,170       | 8.90         | –0.24        | 0          | ±0         |  |  |
| | Partido Nacionalista Peruano (PNP)                              | 11,367       | 7.68         | Nuevo        | 0          | ±0         |  |  |
| | Frente Popular Democrático (MNI–PS)3                            | 6,324        | 4.27         | –9.16        | 0          | –1         |  |  |
| | Fuerza Nacional (FN)                                            | 4,083        | 2.76         | Nuevo        | 0          | ±0         |  |  |
| | Fuerza Democrática (FD)                                         | 3,531        | 2.39         | Nuevo        | 0          | ±0         |  |  |
| |                                                                 |              |              |              |            |            |  |  |
| Total | Total                                                           | 148,026      |              |              | 7          | ±0         |  |  |
| |                                                                 |              |              |              |            |            |  |  |
| Votos válidos | Votos válidos                                                   | 148,026      | 82.79        | +1.19        |            |            |  |  |
| Votos en blanco | Votos en blanco                                                 | 14,026       | 7.84         | –0.88        |            |            |  |  |
| Votos nulos | Votos nulos                                                     | 16,752       | 9.37         | –0.30        |            |            |  |  |
| Votos emitidos | Votos emitidos                                                  | 178,804      | 85.30        | +7.09        |            |            |  |  |
| Abstenciones | Abstenciones                                                    | 30,806       | 14.70        | –7.09        |            |            |  |  |
| Votantes registrados | Votantes registrados                                            | 209,610      |              |              |            |            |  |  |
| |                                                                 |              |              |              |            |            |  |  |
| Fuente: |                                                                 |              |              |              |            |            |  |  |
| Notas al pie: 1 Comparado con los resultados de Agrupación Independiente Unión por el Perú - Frente Amplio (UPP) en las elecciones de 2002. 2 Comparado con los resultados de Todas las Sangres (Todas las Sangres) en las elecciones de 2002. 3 Comparado con los resultados de Movimiento Nueva Izquierda (MNI) en las elecciones de 2002. |                                                                 |              |              |              |            |            |  |  |
| Notas al pie: |                                                                 |              |              |              |            |            |  |  |
| 1 Comparado con los resultados de Agrupación Independiente Unión por el Perú - Frente Amplio (UPP) en las elecciones de 2002. 2 Comparado con los resultados de Todas las Sangres (Todas las Sangres) en las elecciones de 2002. 3 Comparado con los resultados de Movimiento Nueva Izquierda (MNI) en las elecciones de 2002.               |                                                                 |              |              |              |            |            |  |  |

### Autoridades electas
| Cargo                               | Autoridad electa | Autoridad electa        | Partido político | Partido político                   |
| ----------------------------------- | ---------------- | ----------------------- | ---------------- | ---------------------------------- |
| Presidente Regional de Apurímac     |                  | David Salazar Morote    |                  | Frente Popular Llapanchik          |
| Vicepresidente Regional de Apurímac |                  | Ynocencio Taipe Huamaní |                  | Frente Popular Llapanchik          |
| Consejero Regional de Apurímac      |                  | Fredy Sucñer Inquil     |                  | Frente Popular Llapanchik          |
| Consejera Regional de Apurímac      |                  | Victoria Loayza Gamonal |                  | Frente Popular Llapanchik          |
| Consejero Regional de Apurímac      |                  | Teodor Huaraca Huamaní  |                  | Frente Popular Llapanchik          |
| Consejero Regional de Apurímac      |                  | Rildo Guillén Collado   |                  | Frente Popular Llapanchik          |
| Consejera Regional de Apurímac      |                  | Lilia Gallegos Cuéllar  |                  | Frente Popular Llapanchik          |
| Consejera Regional de Apurímac      |                  | Giannina Soto Villar    |                  | Agrupación Independiente Sí Cumple |
| Consejera Regional de Apurímac      |                  | Dina Sánchez Sánchez    |                  | Unión por el Perú                  |